# Rythmetic
Rythmetic è un cortometraggio animato del 1956 diretto da Evelyn Lambart e Norman McLaren.

## Riconoscimenti
Nel 1956 si è aggiudicato l'Orso d'argento come miglior cortometraggio alla 6ª edizione del Festival internazionale del cinema di Berlino e l'anno successivo è stato candidato ai British Academy Film Awards come miglior film d'animazione.